# 갈리아 아퀴타니아
갈리아 아퀴타니아(Gallia Aquitania)는 아키텐이라고도 알려진 로마 제국의 속주 중 하나이다.
율리우스 카이사르는 《갈리아 전쟁기》에서 아퀴타니아가 벨가이 및 나머지 갈리아와 언어, 풍습, 제도가 다르다고 기술했다. 갈리아 전쟁 3년째 (기원전 56년)에 정벌되었으며 전후 갈리아 코마타 속주에 포함되었다가 후에 아퀴타니아 속주로 재편되었다.
로마 속주로서의 아퀴타니아는 황제 속주로서, 수도는 기원전 1세기 편성당시 메디올라눔 산토눔(생트), 48년부터 3세기까지 부르디갈라(보르도)였다. 그 이후의 수도는 불분명하나 레모눔(푸아티에)였을 가능성이 있다.
로마의 지배가 끝나고 몇 차례에 걸친 게르만족 침입이 있은 뒤 서프랑크 왕국에, 그리고 후에 프랑스의 일부가 되었다. 중세를 거치는 동안 아퀴타니아 일대는 오크어로 아키타니오(Aquitània)라 불렸고, 아키타니오 공국이 되었다. 현재 아퀴타니아는 프랑스의 레지옹 아키텐이다. 이 일대는 현재 가스코뉴라고도 불리며 프랑스어와 다른, 오크어의 갈래인 가스코냐어를 사용한다.